# Semirostrum

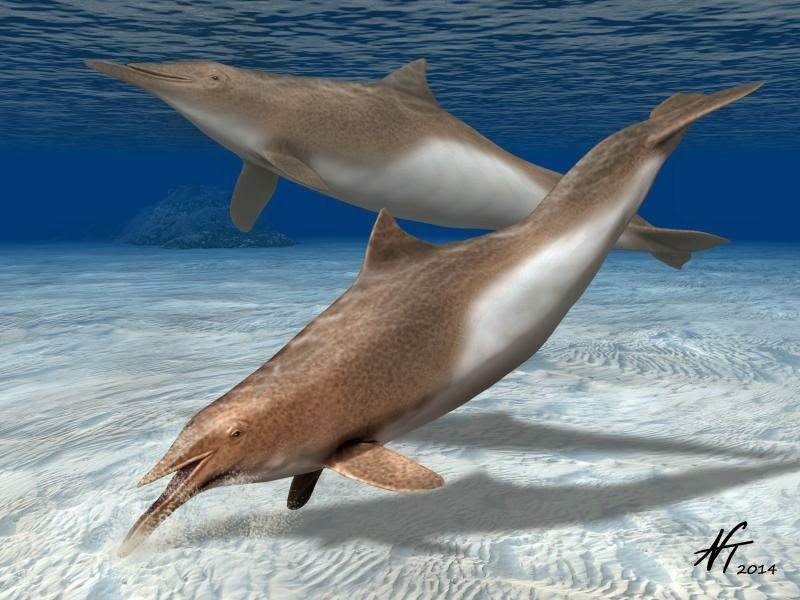
Recreación de S. ceruttii

Semirostrum es un género extinto de cetáceo perteneciente a la familia Phocoenidae, y vivió entre hace 5 a 1.5 millones de años, durante la época del Plioceno. La especie se distingue fácilmente por la extremadamente alargada sínfisis en la mandíbula, alcanzando longitudes de 85 centímetros, mientras que el de las marsopas actuales (sus parientes vivos más cercanos) miden 1–2 centímetros. Se piensa que esta extensión mandibular era usada para sondear los sedimentos en los estuario y costas cenagosas de lo que ahora es California, Estados Unidos para buscar comida, la cual pudo fácilmente ser detectada por la sínfisis. La etimología del nombre significa "medio pico", refiriéndose a que el maxilar era apenas la mitad de largo que la mandíbula. El nombre de la especie es S. ceruttii.